# Kyoto International Conference Center

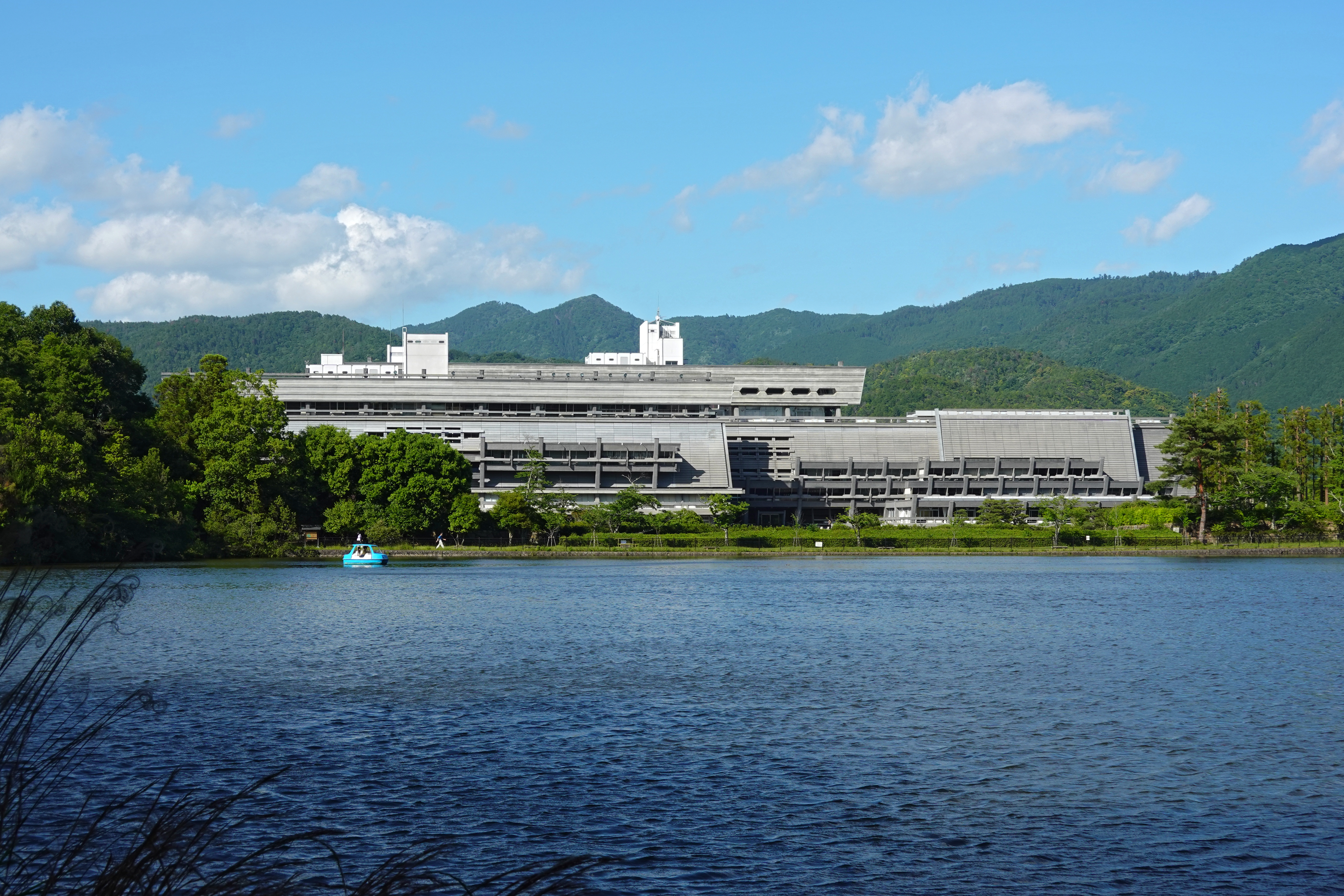
L'extérieur en 2023.

Le Kyoto International Conference Center (国立京都国際会館, Kokuritsu Kyōto Kokusaikaikan) (ICC Kyoto), littéralement « Centre de congrès international de Kyoto », est un palais des congrès situé dans l'arrondissement de Sakyō de la ville de Kyoto. De style métaboliste, il est conçu par Sachio Ōtani et inauguré en 1966.

## Description
La structure principale du centre de congrès est construite en béton armé et en acier renforcé. On compte six étages et un sous-sol pour une superficie totale de 33 400 mètres carrés. Les formes triangulaires incorporées dans l'édifice s'inspirent des montagnes avoisinantes et de la forme des temples japonais. L'édifice comprend aussi des colonnes en béton inclinées à un angle de 60 degrés, qui permettent de renforcer la structure sans pourtant réduire l'espace utilisable du complexe. La salle de conférence centrale est conçue à une capacité de 2 000 personnes et a la particularité d'être illuminée par un luminaire en forme de disque.
Les bâtiments annexes comprennent notamment une salle d'événement, une autre salle, ainsi que deux parcs d'expositions, qui sont tous en béton armé et acier. La salle d'exposition abrite principalement une grande salle de 3 000 mètres carrés, tandis que la salle annexe a une salle de réunion de 1 500 mètres carrés. 
Le centre a une superficie totale de 156 000 mètres carrés.

## Histoire

### Conception
Le concept du centre est réalisé par Sachio Ōtani en 1963. Il remporte un concours d'architecture pour concevoir un nouveau centre de congrès qui serait le symbole de Kyoto, parmi une candidature de 195 participants. Ōtani s'inspire de la verdure et de l'aspect naturel du parc Takaragaike (ja) pour réussir à intégrer le futur centre dans le paysage. Le projet est le plus grand entrepris par Ōtani et reflète son style, qui veut incorporer des éléments de la tradition, avec toutefois des éléments non-orthodoxes propres à lui. Hiroshi Watanabe fait note que l'extérieur a un aspect visuel très attirant, mais que le tout rend l'intérieur trop répétitif.

### Construction
Le centre de congrès est inauguré le 21 mai 1966 en tant que premier centre de congrès national du pays. Sa construction a été encouragée par l'inauguration de la gare de Kyoto, qui rendait l'emplacement facile d'accès. 
Le premier parc d'exposition est construit en 2013, tandis que le second en 2019,.

### Activité
L'année de l'inauguration, la cinquième édition du comité américano-japonais sur le commerce et l'économie se tient au centre. En 1997 s'y tient la conférence des Nations unies pour le climat, qui a permis de mettre le complexe en lumière. 
L'ICC apparaît notamment dans la série télévisée de science-fiction Ultraseven. L'équipe de production n'ayant pas eu l'autorisation d'y tourner, des images secrètes ont été prises par ceux-ci et un modèle taille réduite a été reproduit. Il est aussi visible à de nombreuses reprises dans le film "The challenge" (A armes égales : sortie en salles en 1982) en particulier, vers le début et la fin dudit film (intérieur et extérieur). Par ailleurs, l'ICC est utilisé comme décor extérieur dans une scène au début du film "Les Évadés de l'espace" (宇宙からのメッセージ) sorti en 1978 (ce film précède la série San Ku Kaï).